# Ipolyszög megállóhely
Ipolyszög megállóhely egy Nógrád vármegyei vasúti megállóhely Ipolyszög községben, a helyi önkormányzat üzemeltetésében. Dejtár határvonalához nagyon közel fekszik, Ipolyszög belterületének délnyugati széle közelében, a 22-es főút vasúti átjárójánál.

## Vasútvonalak
A megállóhelyet az alábbi vasútvonalak érintik:
- Vác–Balassagyarmat-vasútvonal

## Kapcsolódó állomások
A megállóhelyhez az alábbi állomások vannak a legközelebb:
- Dejtár vasútállomás (Vác–Balassagyarmat-vasútvonal)
- Égerláp megállóhely (Vác–Balassagyarmat-vasútvonal)

## Forgalom
| Járat | Útvonal | Gyakoriság                                      |
| ----- | --- | ----------------------------------------------- |
| S750  | Vác – Kisvác – Fenyveshegy – Magyarkút-Verőce – Magyarkút – Szokolya – Berkenye – Nógrád – Diósjenő – Borsosberény – Nagyoroszi – Drégelyvár – Sáferkút – Drégely – Drégelypalánk – Ipolyvece – Dejtár – Ipolyszög – Balassagyarmat | Napi 7 pár                                      |
| S750  | Drégelypalánk → Ipolyvece → Dejtár → Ipolyszög → Balassagyarmat | Munkanapokon és szombaton 1 Balassagyarmat felé |